# Mount Noorat
Der Mount Noorat ist vermutlich der größte Vulkankrater Australiens, der nicht mit Wasser gefüllt ist. Er liegt sechs Kilometer von dem kleinen Ort Noorat bei Terang in Victoria entfernt. 

## Beschreibung
Der Mount Noorat ist einer der größten Vulkane der Newer Volcanics Province von Victoria. Er erhebt sich 310 Meter über Meereshöhe, hat einen Durchmesser von 400 Metern und sein Krater ist 150 Meter tief. Der Krater ist nicht mit Wasser gefüllt. Um den Hauptkrater befinden sich weitere Erhebungen und Absenkungen, die möglicherweise auf weitere Vulkanausbrüche hindeuten. Der in tieferen Lagen befindliche vulkanische Tuff deutet auf Eruptionen hin, die als Explosionen stattfanden, als Lava in Kontakt mit Wasser geriet. Der Tuff, der sich im Westen des Vulkans abgelagert hat, wird in Steinbrüchen abgebaut. Der Vulkanberg besteht aus mehreren Lagen von Tuff und Lavaflüssen, in denen sich zahlreiche Lherzolithe und Xenolithe befinden.

## Aborigines
Der  Mount Noorat ist nach dem Elder Ngoora von den Aborigines der Kirrae Wuurong benannt. Er hat für sie große Bedeutung, da er ein Handelsplatz für Speere, Steinbeile und andere Güter war.